# ألكسندر ستانكوف (لاعب كرة قدم)
ألكسندر ستانكوف (بالهولندية: Aleksandar Stankov) هو لاعب كرة قدم هولندي في مركز الهجوم، ولد في 19 فبراير 1991 في بلدية شتيب ‏ في مقدونيا الشمالية. شارك مع منتخب جمهورية مقدونيا تحت 19 سنة لكرة القدم ومنتخب مقدونيا الشمالية تحت 21 سنة لكرة القدم. أما مع النوادي، فقد لعب مع رودا كيركراده ونادي فيبورج ونادي هورسينس.

## وصلات خارجية
- ألكسندر ستانكوف (لاعب كرة قدم) على موقع الاتحاد الأوربي (الإنجليزية)
- ألكسندر ستانكوف (لاعب كرة قدم) على موقع قاعدة بيانات كرة القدم.إي يو (الإنجليزية)
- ألكسندر ستانكوف (لاعب كرة قدم) على موقع Soccerway.com (الإنجليزية)